# إسبهري
إسبهري (بالفارسية: اسپهری) هي قرية تقع في Hasanabad Rural District في إيران. يقدر عدد سكانها بـ 99 نسمة .